# 斯旺瓦利 (愛達荷州)
斯旺瓦利（英語：Swan Valley）是一個位於美國愛達荷州邦納維爾縣的城市。

## 地理
斯旺瓦利的座標為43°27′13″N 111°21′04″W / 43.45361°N 111.35111°W，而該地的平均海拔高度為1620米（即5315英尺）。

## 人口
根據2010年美國人口普查的數據，斯旺瓦利的面積為30.13平方千米，當中陸地面積為29.78平方千米，而水域面積為0.45平方千米。當地共有人口204人，而人口密度為每平方千米6.77人。